# Dolly (kameravagn)

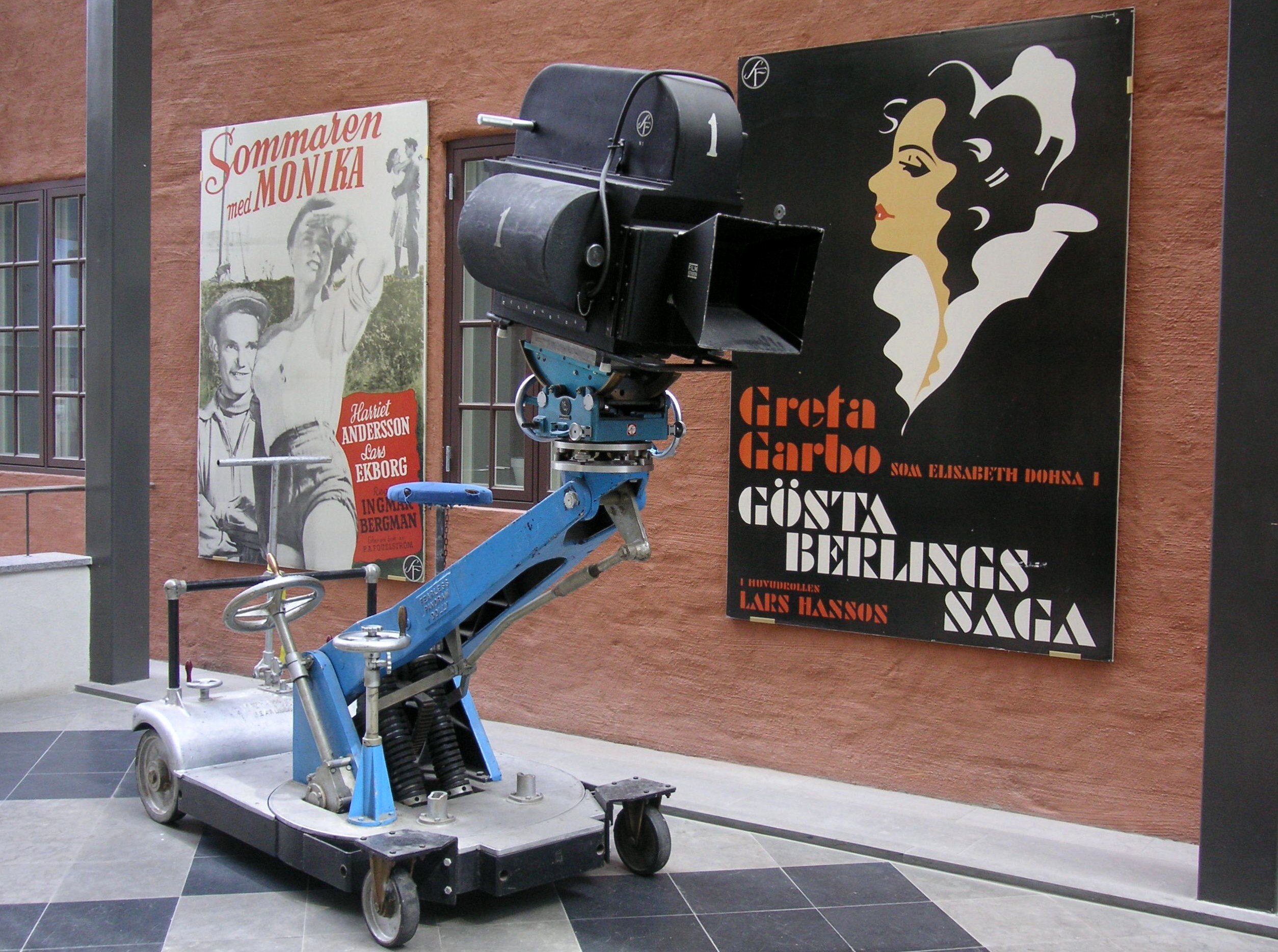
Kamera på gummihjulsvagn i Filmstaden, Råsunda.

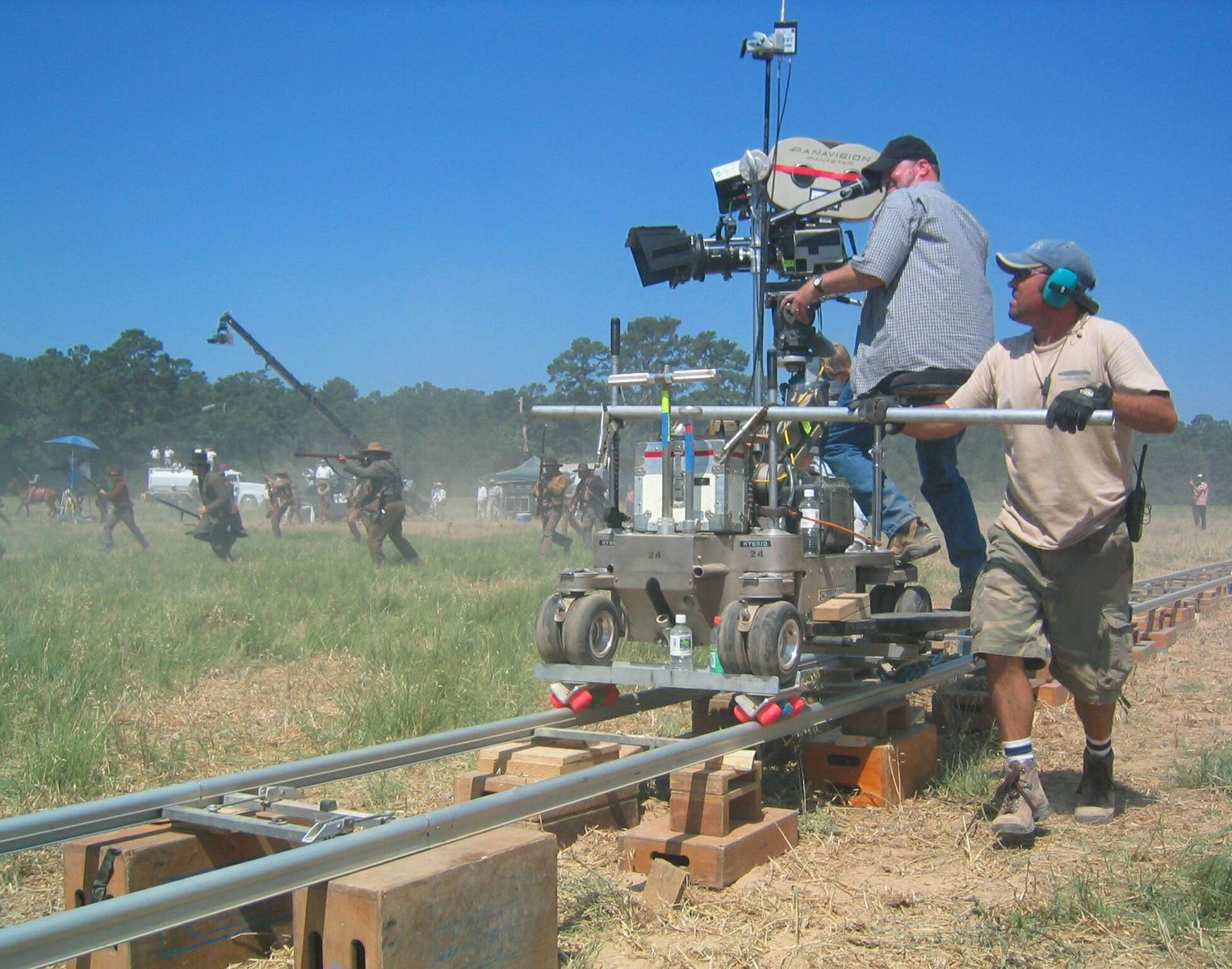
Panavision-kamera på en rälsburen dolly under inspelningen av The Alamo.

En dolly är en kameravagn avsedd att placera en filmkamera på under filminspelningar. En dolly kan vara försedd med gummihjul eller vara rälsgående.

## Bakgrund
En dolly används vid filminspelningar och vagnen har en arm eller pelare där kameran fästs. Detta gör att kameran snabbt kan justeras i höjdled, även under en tagning. Vagnen gör det möjligt att förflytta kameran under pågående inspelning för att göra en så kallad åkning och/eller följning utan att bilden blir skakig.
Första gången denna teknik användes av en filmregissör vid en filminspelning var när Giovanni Pastrone spelade in Cabiria (1914).
Passare kallas den person som sköter dollyns rörelser.